# 소련-일본 중립 조약

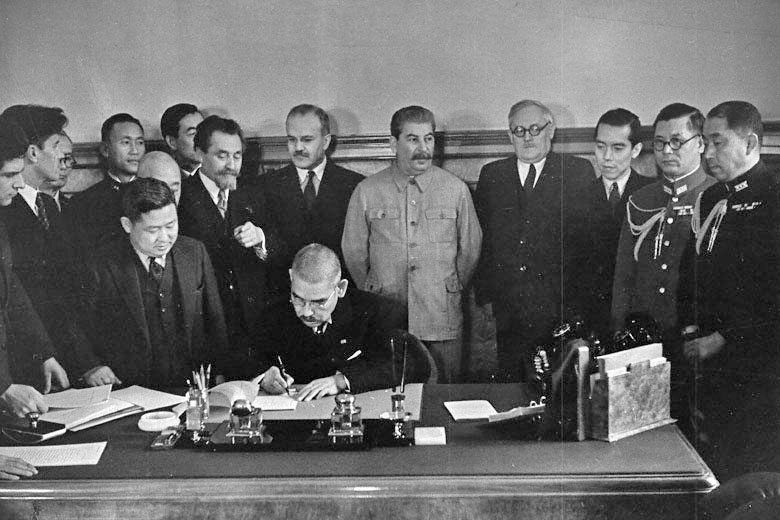

소비에트 연방-일본 중립 조약(러시아어: Пакт о нейтралитете между СССР и Японией) 또는 일소중립조약(일본어: 日ソ中立条約)은 1941년 4월 13일 모스크바에서 소련과 일본 제국이 조인한 중립 조약이다. 일본 제국이 미국의 하와이를 공격할 때에 소련이 중립을 지키자는 내용을 말한다. 그러나 나치 독일이 항복한 후, 소련이 1945년 8월 일본 제국에게 선전 포고함으로써 이 조약은 파기되었다.

## 배경
소련과 일본 간의 중요한 외교 조약. 정책 조정과 정보 교환의 실패는 제2차 세계 대전 동안 추축국과 연합국들 사이에서 특징적인 것이었다. 1939년 8월 23일 소련과 독일이 독일-소련 불가침 조약을 체결했을 때, 일본은 큰 충격을 받았고, 일본의 외무 대신 마쓰오카 요스케가 1941년 3월에 베를린을 방문했을 때, 아돌프 히틀러는 그에게 소련 침공 계획인 <바르바로사 작전>에 대해 알려주지 말라고 명령을 내렸다.
도쿄로의 귀국길에, 마쓰오카는 모스크바를 방문했다. 그곳에서 그는 1941년 4월 13일 일소중립조약을 성립시켰다. 이 조약은 상대국의 영토를 침해하지 않는다는 것과 각국이 제3국과 적대 관계에 돌입할 경우에 중립을 보장했다. 이같은 합의는 심오한 결과를 초래했고, 1941년 6월, 독일이 소련을 침공했을 때, 일본의 중립을 가져왔던 것이다. 조약은 5년 동안 유효한 것이었고, 상대방이 이의를 제기하지 않을 경우, 5년 후 추가로 5년 동안 자동연장될 것이었다.
1939년 이래, 일본은 소련과의 타협을 추진해 왔고, 이는 중국 정복을 위한 걸림돌을 제거하기 위한 것이었다. 일본 측이 먼저 1940년 5월, 6월에 불가침 조약을 제안했고, 당시는 프랑스의 항복으로 일본이 동남아시아의 유럽 식민지로의 진출을 고민하던 때였고, 이를 위해서 소련의 중립이 중요했다.
일본과 소련의 협상은 1940년 8월에 시작되었다. 협상 과정에서, 소련은 신중한 입장을 견지했고, 불가침 조약 대신에 중립 협정을 제안했고, 이는 서양 열강과의 관계에 긴장을 유발하지 않기 위해서였다. 반면, 일본은 남방 진출이라는 자신의 공공연한 야망을 드러내면서, 1939년 독소 불가침 조약을 모델로 삼은 보다 구속력 있는 조약을 제안했던 것이다. 일본 측 안은 독소 불가침 조약의 비밀의 정서의 내용과 유사했고, 소련이 내몽골과 만주국을 포함하는 중국의 동북 3성에서 일본의 전통적 이해 관계를 인정하고, 프랑스령 인도차이나와 네덜란드령 동인도가 일본의 세력권임을 인정할 것을 요구했다. 그 답례로, 일본은 아프가니스탄과 페르시아(이란)으로의 소련의 진출을 지지하는데 동의한다는 것이었다.
1941년 4월의 일소중립조약은 남동 태평양으로의 일본의 진출과 미국에 대한 일본의 공격을 용이하게 했다. 1941년 여름과 가을, 스탈린의 대일정책은 1941년 6월 이전의 그의 독일에 대한 입장과 유사했다. 그는 극동의 소련군 장군들에게 만주와 몽골 국경에서 일본과의 충돌을 피하라고 명령했다. 일본이 공격을 한다면, 소련의 태평양 함대는 북쪽으로 후퇴한다는 것이었다.
이 조약에도 불구하고, 일본은 1941년 가을 소련 침공을 심사숙고 했다. 특히 만주의 관동군 지휘부는 이를 지지했지만, 일본은 동남아시아에서의 유럽 열강의 일시적 쇠약이라는 권력의 공백 상태를 이용하는, 남방 진출을 선호했다. 일본은 노몬한 사건이라는 소련과의 과거의 충돌 결과, 시베리아의 험악한 날씨 그리고 이 지역에서 석유와 고무라는 당시 일본이 매우 절실하게 필요로 한 자원이 없다는 점 등을 고려, 결정을 내렸던 것이다.
1941년의 일소중립조약은 독일과의 전쟁에서 소련에게 큰 도움을 제공했다. 만약 독일과 일본이 소련과의 전쟁에서 군사적으로 협력했다면, 소련이 패배했을지도 모르고, 추축국이 제2차 세계 대전에서 승리했을지도 모른다. 일본의 중립 덕분에, 소련의 극동지역은 소련의 서부전선에 1941년과 1944년 사이에 25만 명의 병력을 제공할 수 있었다. 조약은 또한 소련이 미국의 무기대여법으로 막대한 이익을 보는 것을 가능하게 했다. 동시에, 일본도 이 조약을 통해 큰 이익을 보았다. 미국과의 전쟁 동안, 일본은 소련으로부터 4천만 톤의 석탄, 1억 4천만 톤의 목재, 5천만 톤의 철, 천만 톤의 어류 그리고 시베리아와 소련 극동 지방의 금을 공급받았다. 소련과의 무역이 미국과의 일본의 전쟁을 도왔던 것이다.
이후 소련은 1945년, 일본과의 중립 조약을 파기했다. 1945년 2월의 얄타 회담에서 스탈린은 그의 서양 동맹국들에게 극동에서의 영토적 양보의 대가로, 유럽에서 전쟁이 끝나고 2-3개월 안에 소련이 일본과의 전쟁에 동참할 것이라 약속했다. 유럽에서 승리를 거둔지 3달 후인, 1945년 8월 8일, 소련은 일본에 전쟁을 선포했다.

## 같이 보기
- 소련-일본 전쟁